# Demetrio de Anacopia

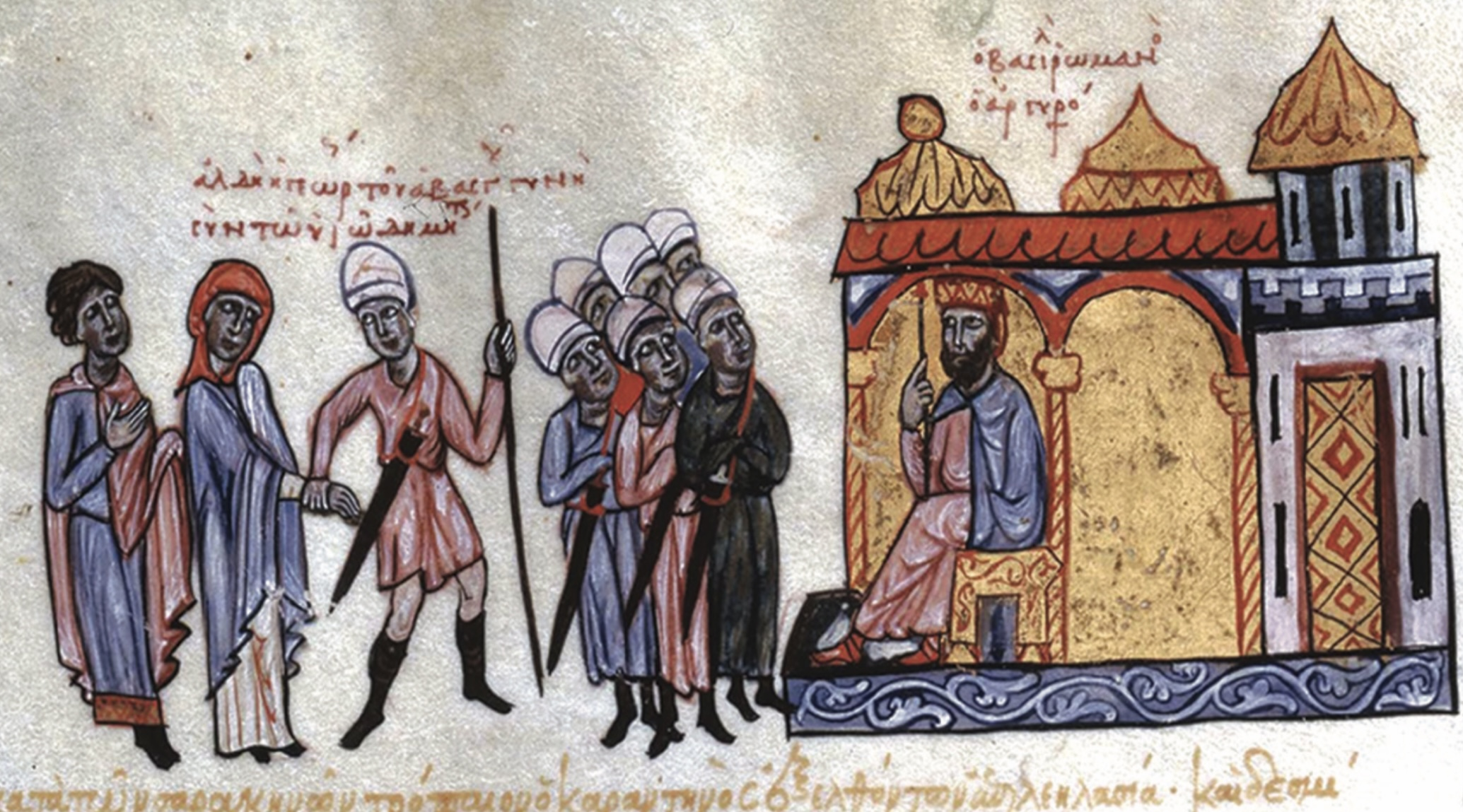
Mujer y hijo de Jorge I de Georgia encontrándose al emperado Bizantino

Demetrio (en georgiano: დემეტრე, romanizado: Demetre) (muerto en 1042) fue un príncipe georgiano de la dinastía Bagrationi y pretendiente al trono de Georgia. Era el hijo menor de Jorge I de Georgia con su segunda esposa Alda, hija del rey de Alania.
Después de la muerte de Jorge I, algunos nobles georgianos desearon entronizar a Demetrio en lugar de su hermanastro Bagrat IV (r. 1027-1072), pero fue en vano. Alda y Demetrio vivían en su feudo en Anacopia, una ciudad marítima fortificada en Abjasia, que les había sido legada por el difunto rey Jorge I. Los esfuerzos de la madre de Bagrat, Mariam, por ganarse la lealtad de Demetrio a la corona fueron en vano. Amenazada por Bagrat, Alda se pasó a los bizantinos y entregó Anacopia al emperador Romanos III, quien honró a su hijo Demetrio con el rango de magistros en 1033.
En 1039, Demetrio regresó a Georgia con las tropas bizantinas. Liparit IV (parte de la casa de Liparitid, el noble más poderoso de Georgia) apoyó al príncipe rebelde y lanzó inicialmente una exitosa campaña contra el ejército de Bagrat. Sin embargo, Demetrio murió inesperadamente en 1042. Alda, con el hijo de Demetrio, David, huyó a su Alania natal. El erudito georgiano del siglo XVIII, el príncipe Vajushti de Kartli, argumenta que los descendientes de David florecieron en Alania y produjeron una línea de príncipes locales de la que salió David Soslan, el segundo marido de la reina Tamara de Georgia (r. 1184-1213). Demetrio también pudo haber tenido una hija, Irene (fallecida en 1108), la amante oficial del emperador bizantino Constantino IX Monómaco a mediados de la década de 1050 y luego esposa del sebastocrátor Isaac Comneno.
Anacopia, cedida por Alda y Demetrio al emperador, permanecería bajo el dominio bizantino hasta que el hijo y sucesor de Bagrat, Jorge II, la recuperara en 1074 después de la batalla de Manzikert (1071). Aprovechando la derrota de los bizantinos a manos de los selyúcidas, Georgia recuperó una serie de territorios clave perdidos por el Imperio en el transcurso del siglo XI, incluida Anacopia y las fortalezas ubicadas en la thema de Iberia.